# Picotet ocel·lat
El picotet ocel·lat (Picumnus pygmaeus) és una espècie d'ocell de la família dels pícids (Picidae) que habita boscos de fins als 750 msnm a l'est del Brasil.